# Андреевка (Пензенский район)
Андреевка — село в Пензенском районе Пензенской области России. Входит в состав Покрово-Березовского сельсовета.

## География
Село находится в центральной части Пензенской области, в пределах Приволжской возвышенности, в лесостепной зоне, на берегах реки Колышлей, на расстоянии примерно 16 километров (по прямой) к юго-западу от села Кондоль, административного центра района. Абсолютная высота — 179 метров над уровнем моря.

### Климат
Климат характеризуется как умеренно континентальный, с умеренно холодной продолжительной зимой и относительно тёплым летом. Средняя температура воздуха самого тёплого месяца (июля) — 18,8 °C (абсолютный максимум — 40 °C); самого холодного (января) — −13 — −12 °C (абсолютный минимум — −47 °C). Безморозный период длится от 117 до 133 дней. Среднегодовое количество атмосферных осадков варьируется от 467 до 604 мм, из которых большая часть выпадает в тёплый период.

### Часовой пояс
Село Андреевка, как и вся Пензенская область, находится в часовой зоне МСК (московское время). Смещение применяемого времени относительно UTC составляет +3:00.

## Население
| 1795  | 1859  | 1877  | 1884 | 1897 | 1911  | 1914  |
| ----- | ----- | ----- | ---- | ---- | ----- | ----- |
| 200   | ↗592  | ↗768  | ↗812 | ↗935 | ↗1272 | ↘1205 |
| 1921  | 1926  | 1930  | 1939 | 1959 | 1979  | 1989  |
| ↗1533 | ↘1420 | ↘1223 | ↘704 | ↘475 | ↘406  | ↘241  |
| 1996  | 2002  | 2010  |      |      |       |       |
| ↘212  | ↘179  | ↘108  |      |      |       |       |

### Национальный состав
Согласно результатам переписи 2002 года, в национальной структуре населения русские составляли 97 % из 179 чел.